# Silver Shish Kebab

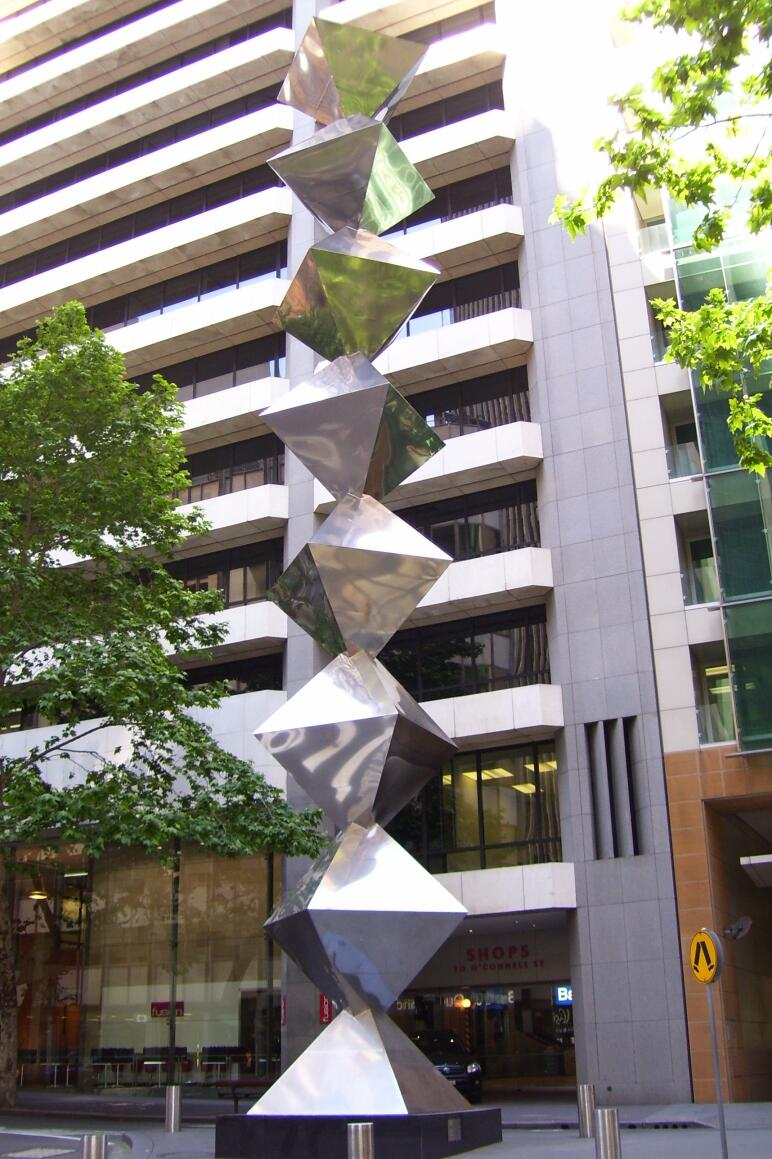
Das umstrittene Kunstwerk Silver Shish Kebab auf seinem heutigen Platz (2010)

Die als Silver Shish Kebab (deutsch „Silberner Grillspieß“) in der Öffentlichkeit Australiens bekannt gewordene 19 Meter hohe Skulptur aus poliertem Edelstahl wurde von dem australischen Bildhauer Herbert Flugelman für den Martin Place in Sydney entworfen und geformt. Ihr eigentlicher Name ist Tower Pyramide (Pyramidenturm). Ende der 1970er Jahre hatte Flugelman mit dem Entwurf einen Wettbewerb für eine Skulptur auf dem Martin Place gewonnen. Sie war dann dort aufgestellt worden, wurde nach jahrelangen Diskussionen jedoch abgebaut und 1999 an einer anderen Stelle platziert, für die sie nicht konzipiert worden war.

## Aufstellung
Nach der Aufstellung auf dem Martin Place, der die größte Fußgängerzone Sydneys bildet und als identitätsstiftend für Australien gilt, spaltete sich Sydney in zwei Lager. Die Gegner, die die Entfernung forderten, wollten die Skulptur mit der Bezeichnung The Silver Shish Kebab abqualifizieren (Schisch Kebap ist ein gegrillter Spieß aus Fleisch- und Gemüsestücken der arabischen und türkischen Küche).
Die Entfernung der Skulptur wurde vermutlich vom damaligen Bürgermeister Sydneys Frank Sartor im Jahr 1996 angeordnet. Flugelman kämpfte um die Skulptur und den Standort, so lange er konnte, aber Sartor wich jeder Diskussion aus. Argumente habe er keine gehabt, er habe die Skulptur gehasst, so Flugelman in einem Interview im Jahr 2010.
Die Skulptur lag jahrelang auf einem städtischen Lagerplatz und wurde schwer von einem Lastkraftwagen beschädigt. Schließlich wurde sie im Jahre 1999 zwei Häuserblöcke vom ursprünglichen Standort aufgestellt. Flugelman bezifferte die Kosten dieses Vorgangs in einem Interview: “the original budget for the sculpture was $ 70,000; the move cost them [Sydney City Council] $ 350,000.” (deutsch: „Das ursprüngliche Budget für die Skulptur betrug $ 70.000; die Versetzung kostete die Stadtverwaltung $ 350.000.“)
Künstlerische Werke, die im Zusammenhang mit einer Platzgestaltung stehen, werden von den Entwerfern in aller Regel hinsichtlich ihrer Größe und Aussage auf die Bedeutung dieses Platzes hin gestaltet. Deshalb hatte Flugelman seinerzeit die Entfernung als “bloody amputation” (deutsch: „blutige Amputation“) und als “historical and artistic vandalism” (deutsch: „historischen und künstlerischen Vandalismus“) bezeichnet. Inzwischen habe er jedoch Frieden mit der Umsetzung gefunden.
In einer kunstkritischen Betrachtung wird im Zusammenhang mit dieser Skulptur angemerkt, dass viele von Flugelmanns Werken den Triumph des menschlichen Geistes ausdrücken. Größe und Aussage der Skulptur kommen auf dem jetzigen kleinen Platz nicht zum Tragen. Während sich an dem ursprünglichen Aufstellungsplatz die historischen Gebäude und die modernen Glasfassaden widerspiegelten, werden an dem neuen, abseits liegenden Ort nur Bäume und die Gesichter der Fußgänger reflektiert. Die ursprünglich silberne Skulptur schimmert nun eher grünlich.